# الدوري المغربي لكرة القدم 1960–61
الدوري المغربي لكرة القدم 1960-1961 هو الموسم 5 من البطولة الوطنية المغربية لكرة القدم . يتنافس خلاله 14 من أفضل الأندية الوطنية المغربية.توج بهذا الموسم فريق الجيش الملكي .